# Kadua haupuensis
Kadua haupuensis ist eine Pflanzenart aus der Gattung Kadua in der Familie der Rötegewächse (Rubiaceae). Sie kommt endemisch auf Hawaii vor und gilt in freier Wildbahn als möglicherweise bereits ausgestorben.

## Beschreibung

### Vegetative Merkmale
Kadua haupuensis wächst als Strauch, der Wuchshöhen von 1 bis 1,5 Meter erreichen kann. Die spröden Stämme sind aufrecht und die Zweige haben einen stielrunden Querschnitt. Die Rinde ist mit Ausnahme der Knoten unbehaart. Die braune Borke der älteren Zweige ist längsrissig.
Die gegenständig an den Zweigen angeordneten Laubblätter sind in einen Blattstiel und eine Blattspreite gegliedert. Der kahle oder behaarte Blattstiel ist 0,2 bis 1,6 Zentimeter lang und weist einen schmalen Flügel auf. Die einfache, papierartige Blattspreite ist bei einer Länge von 3 bis 11,5 Zentimetern sowie einer Breite von 0,7 bis 3,2 Zentimetern länglich-lanzettlich bis länglich-eiförmig geformt. Die glänzende Oberseite der Blattspreite ist kahl, während die Unterseite kahl oder spärlich behaart ist, wobei die Behaarung entlang der Blattmittelader dichter ist. Von jeder Seite der Blattmittelader zweigen drei bis sechs Paare an Seitenadern ab und die Blattadern höherer Ordnung bilden ein auffälliges, netzartiges Muster. Die kahlen Nebenblätter ähneln den Laubblättern, sind mit der Basis des Blattstieles verwachsen und bilden dadurch eine begrannte Blattscheide. Die Blattscheide ist 0,15 bis 0,3 Zentimeter lang und weist eine 0,2 bis 0,5 Zentimeter lange Granne auf.

### Generative Merkmale
Die dichten rispenartigen, zymösen Blütenstände werden 2 bis 4 Zentimeter lang und 2 bis 4,5 Zentimeter breit und stehen an einem Blütenstandsstiel. Die Blütenstände enthalten 6 bis 67 Einzelblüten.
Kadua haupuensis ist zweihäusig (diözisch). Die vierzähligen und dimorphen Blüten sind radiärsymmetrisch. Die Kelchblätter sind miteinander zu einer Kelchröhre verwachsen. Die kahlen, grünen und violett getönten Kelchlappen sind bei einer Länge von 0,25 bis 0,6 Zentimetern und einer Breite von 0,03 bis 0,08 Zentimetern linealisch-länglich bis linealisch-verkehrt-lanzettleich geformt. Die Ränder der Kelchlappen können bewimpert sein. Die Kronblätter sind stieltellerförmig miteinander verwachsen. Der verkehrt-kegelförmige und unbehaarte Blütenbecher wird bei den männlichen Blüten 0,1 bis 0,15 Zentimeter lang. Die Kronröhre erreicht eine Länge von 1 bis 1,6 Zentimeter. Die vier länglich-eiförmigen bis elliptischen Kronlappen erreichen Längen von 0,25 bis 0,35 Zentimetern. Die Staubfäden sind 0,2 bis 0,25 Zentimeter lang und der Griffel erreicht zusammen mit der Narbe eine Länge von 0,4 bis 1,2 Zentimetern. Der ebenfalls verkehrt-kegelförmige und unbehaarte Blütenbecher wird bei den weiblichen Blüten 0,15 bis 0,2 Zentimeter lang. Die Kronröhre erreicht eine Länge von 0,9 bis 1 Zentimeter. Die vier dreieckig-eiförmigen Kronlappen erreichen Längen von 0,2 bis 0,25 Zentimetern. Der Griffel erreicht zusammen mit der Narbe eine Länge von 0,6 bis 1,1 Zentimetern. Gelegentlich treten auf den männlichen Pflanzen auch zwittrige Blüten auf. Diese ähneln den männlichen Blüten, haben aber größere Staubfäden und kürzere Griffel.
Die Kapselfrüchte sind bei einer Länge von 0,35 bis 0,45 Zentimeter und einer Dicke von 0,4 bis 0,5 Zentimeter breit verkehrt-eiförmig geformt. Jede der Früchte enthält zahlreiche dunkelbraune bis fast schwarze Samen. Sie sind bei einer Länge von 0,5 bis 0,6 Millimeter und einer Breite von 0,25 bis 0,4 Millimetern unregelmäßig verkehrt-eiförmig bis elliptisch geformt und die behaarte Samenschale weist auffällige, blasenartige Verdickungen auf.

## Vorkommen und Gefährdung
Das natürliche Verbreitungsgebiet von Kadua haupuensis liegt auf der zu Hawaii gehörenden Insel Kauaʻi. Das Verbreitungsgebiet umfasst dort den im Süden der Insel gelegenen Berg Ha’upu, wobei diese Population seit einem Erdrutsch als ausgestorben gilt.
Kadua haupuensis gedeiht in Höhenlagen von etwa 366 Metern. Die Art wächst dort an Nordhängen in mäßig feuchten Wäldern. In diesen Wäldern wachsen die Koa-Akazie (Acacia koa) und Diospyros sandwicensis sowie verschiedene Arten von Pisonia.
Kadua haupuensis wird in der Roten Liste der IUCN als „vom Aussterben bedroht“ eingestuft und ist in freier Wildbahn vermutlich bereits ausgestorben. Als Hauptgefährdungsgründe werden die Verdrängung durch invasive Arten sowie die Lebensraumzerstörung durch eingeschleppte und verwilderte Tiere sowie Erdrutsche genannt. Der Gesamtbestand umfasst derzeit 9 Pflanzen, welche aus Samen im National Tropical Botanical Garden kultiviert wurden. Weitere 69300 Samen befinden sich im Besitz des National Tropical Botanical Gardens.

## Taxonomie
Die Erstbeschreibung als Kadua haupuensis erfolgte 2010 durch David H. Lorence und Warren L. Wagner in Brittonia.